# Karwina
Karwina (cz. Karviná, niem. Karwin) – miasto w Czechach, w kraju morawsko-śląskim, na Śląsku Cieszyńskim, nad rzeką Olzą, przy granicy polsko-czeskiej. Jest stolicą powiatu Karwina i gminą z rozszerzonymi uprawnieniami (czes. obec s rozšířenou působností), w której oprócz miasta znajdują się Dziećmorowice, Piotrowice koło Karwiny i Stonawa.
Na początku 2024 roku, z liczbą mieszkańców wynoszącą niemal 50 tys., Karwina zajmowała dziewiętnaste miejsce pod względem liczby ludności w Czechach.
Pod względem geograficznym 5 z 6 gmin katastralnych Karwiny (poza Karwiną-Dołami) położonych jest na Wysoczyźnie Kończyckiej.

## Nazwa
Nazwa Karwina, dawniej też Karwinna, jest kulturowa (od stpol. apelativa karw, karwa, psl. korva) lub dzierżawcza od nazwy osobowej Karw lub Karwa, być może od słowa karw oznaczającego wołu, człowieka leniwego. W miejscowej gwarze występuje wymowa zarówno Karwina jak i Karwino, dopełniacz Karwinej.

## Podział administracyjny
Karwina podzielona jest na 44 obręby ewidencyjne składające się na 9 dzielnic, które z kolei objęte są przez 6 gmin katastralnych. Gmina katastralna Karviná-město obejmuje dzielnice Fryštát, Hranice, Mizerov, Nové Město i stanowi śródmieście. W 2001 mieszkało w niej łącznie 45 475 osób, co stanowiło 69,8% populacji miasta na 16,7% jego obszaru (9,59 km²), co daje gęstość równą 4741,9 os./km².
Dzielnice: Darkov (Darków) • Doly (Doły lub Kopalnie) • Fryštát (Frysztat) • Hranice (Granice) • Louky (Łąki) • Mizerov (Mizerów) • Nové Město (Nowe Miasto) • Ráj (Raj) • Staré Město (Stare Miasto).

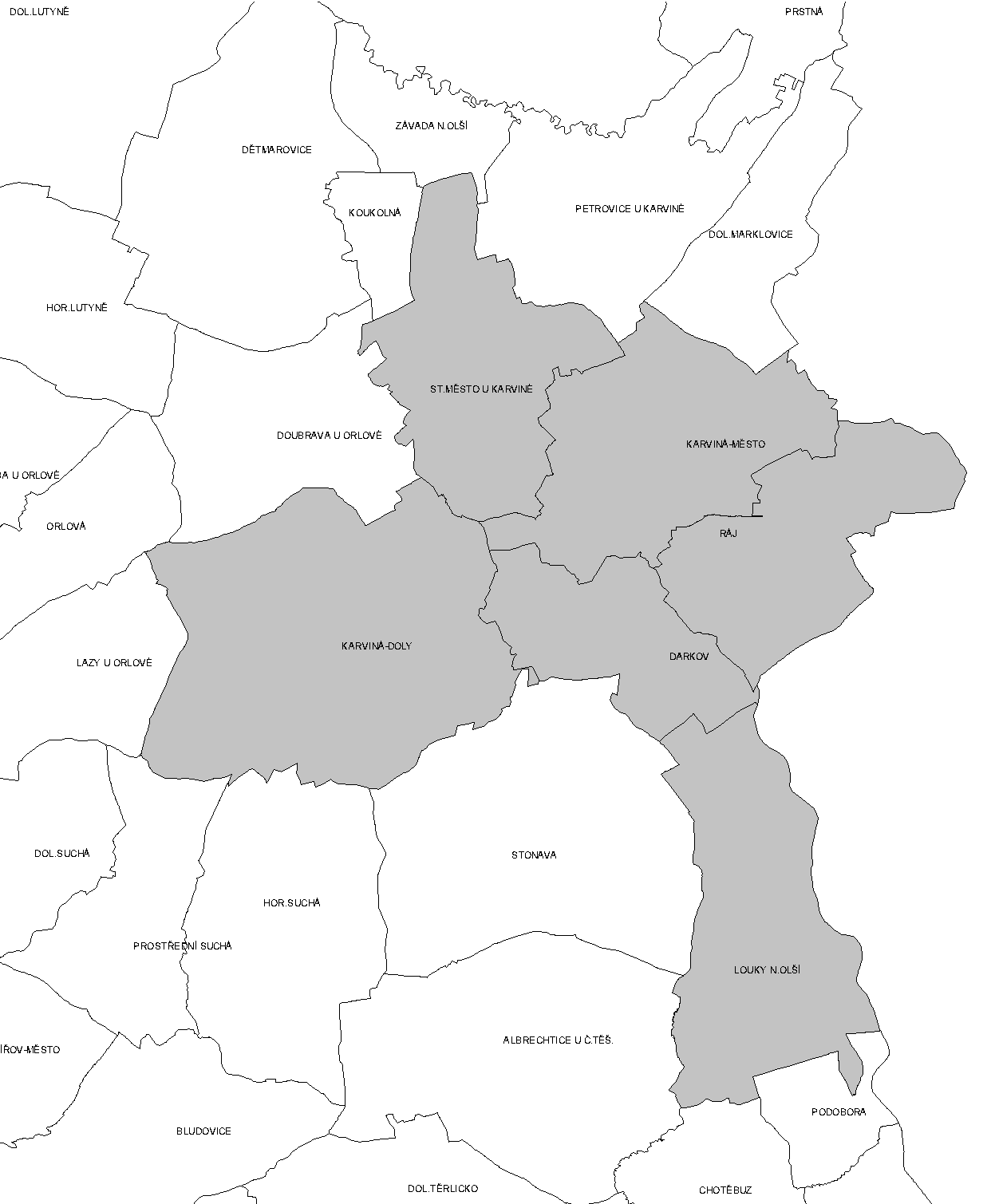
Gminy katastralne Karwiny

## Historia
Obszar współczesnego miasta obejmuje kilka dawniej samodzielnych miejscowości, z których najstarszą była Solca, wzmiankowana już w 1223 (ewentualnie w 1229). Trzynastowieczną osadą był również Raj, wzmiankowaną jednak po raz pierwszy w dokumencie Liber fundationis episcopatus Vratislaviensis, który datuje się na ok. 1305 rok. W tymże dokumencie wzmiankowane zostały również Frysztat (miasto lokowane na gruntach Raju), jak również Karwina (obecna dzielnica Doły), od której całe dzisiejsze miasto zapożyczyło nazwę. W XV wieku wzmiankowano Darków i Łąki. Miejscowości te od 1290 roku znajdowały się w granicach nowo utworzonego księstwa cieszyńskiego, będącego od 1327 lennem Królestwa Czech. Najważniejszą z tych miejscowości przez stulecia pozostawał Frysztat, drugie najstarsze po Cieszynie miasto w księstwie.
Odkrycie bogatych złóż węgla w tej okolicy doprowadziło do gwałtownego rozwoju ekonomicznego i demograficznego Karwiny i sąsiednich wsi jako miejscowości górniczych i hutniczych. W 1847 roku nastąpiło pierwsze połączenie kolejowe w ramach cesarsko-królewskiej Kolei Północnej, w 1871 kolejne, w ramach Kolei Koszycko-Bogumińskiej. W 1869 na obszarze współczesnej gminy żyło 8900 osób, z czego najwięcej w Karwinie (Kopalnie) – 3384 i Frysztacie – 2661. W następnych dekadach liczba ta szybko rosła i według austriackiego spisu ludności z 1910 gminy Karwin, Freistadt, Altstadt, Roj, Darkau i Lonkau miały łącznie 29 880 mieszkańców (w samej Karwinie 16 808, a we Frysztacie 7767), z czego 29 151 było zameldowanych na stałe, 23 988 (82,3%) było polsko-, 3907 (13,4%) niemiecko- a 1219 (4,2%) czeskojęzycznymi, 26 616 (89,1%) było katolikami, 2483 (8,3%) protestantami, 589 (2%) wyznawcami judaizmu a 192 innej religii lub wyznania.

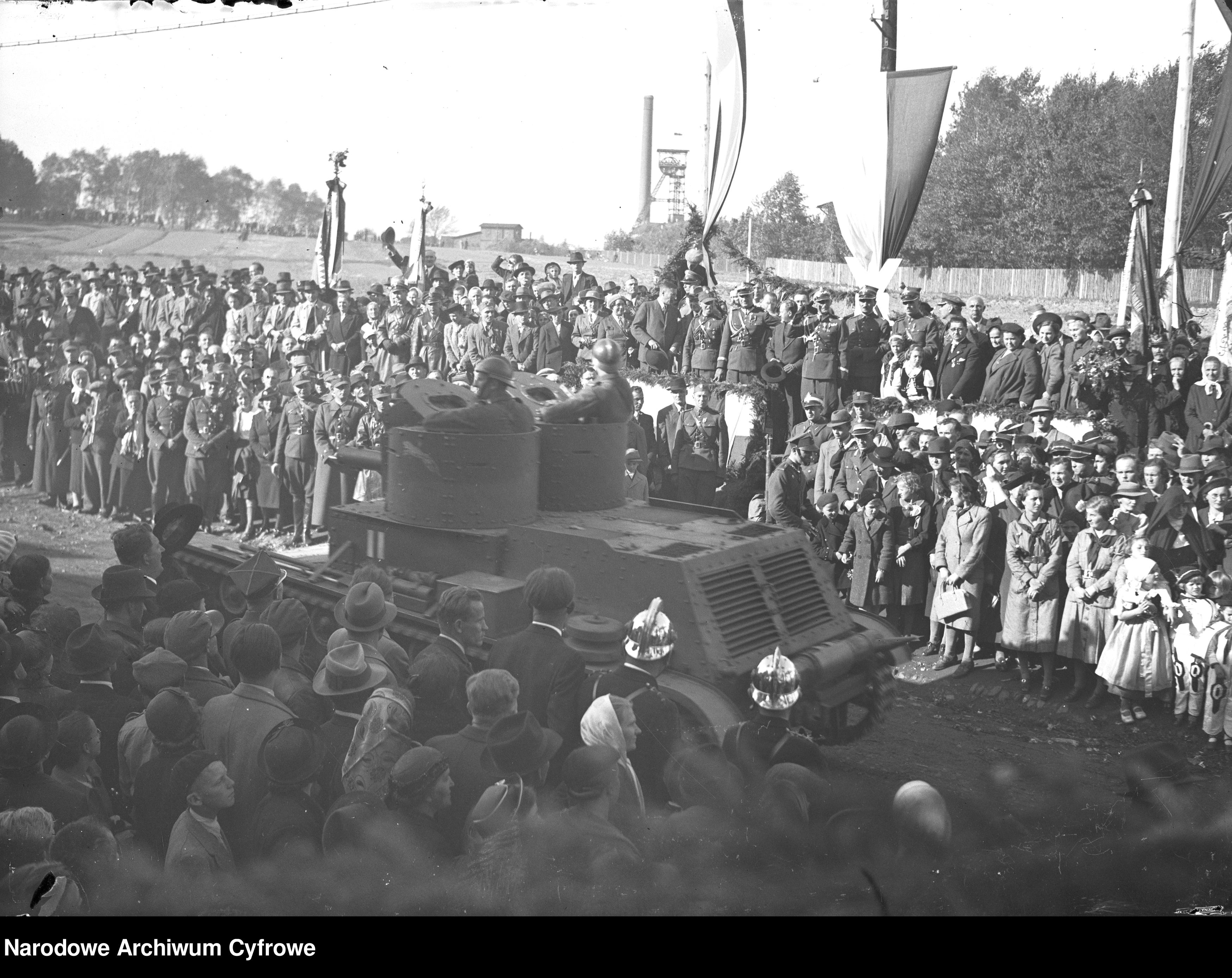
Zajęcie Zaolzia, 1938, wkroczenie wojsk polskich do Karwiny. Defilada, widoczny czołg lekki 7TP, wersja dwuwieżowa

Po zakończeniu I wojny światowej, upadku Austro-Węgier i podziale Śląska Cieszyńskiego rejon Karwiny mimo zdecydowanej przewagi elementu polskiego i w wyniku zawirowań wojennych i dyplomatycznych tamtego okresu znalazł się w granicach Czechosłowacji i stał się głównym ośrodkiem przemysłowym tego kraju. W 1923 roku Karwina uzyskała prawa miejskie. W październiku 1938 wraz z całym Zaolziem zaanektowane zostało przez Polskę.

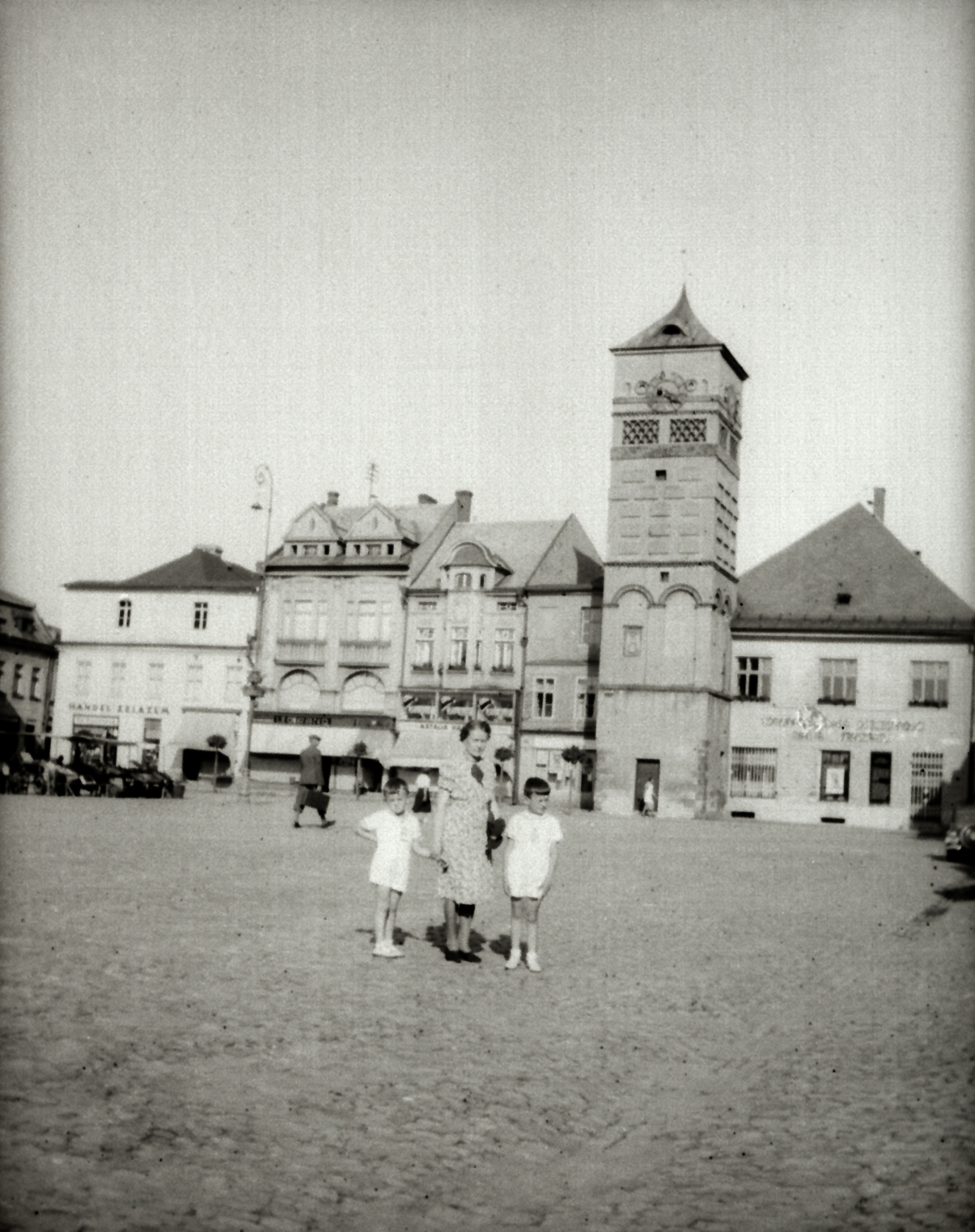
Karwina (Frysztat) – fragment Rynku (lipiec 1939)

Po wybuchu II wojny światowej miasto zostało zajęte przez nazistowskie Niemcy. W kwietniu 1944 roku administracja niemiecka połączyła gminy Frysztat, Karwina, Darków, Raj i Stare Miasto w jedno miasto o nazwie Karwin-Freistadt. Po II wojnie światowej gminy te decyzją władz ZSRR znalazły się w Czechosłowacji i uzyskały samodzielność.
W 1948 roku ponownie połączono miasta Karwinę i Frysztat oraz wsie Darków, Raj i Stare Miasto w jeden organizm miejski tym razem o nazwie Karwina. Herbem miejskim ustanowiono dawny herb Frysztatu, który od tej pory stanowi historyczno-zabytkowe centrum przemysłowego miasta. Karwina została siedzibą powiatu, w którego obręb weszły m.in. Czeski Cieszyn, Bogumin i nowo powstałe duże miasto-sypialnia Hawierzów. W następnych latach w Karwinie powstało kilka znaczących osiedli mieszkaniowych, które nadały wielkopłytowy charakter miastu. Jeszcze w 1946 rozpoczęła się budowa Nowego Miasta we Frysztacie, a następne osiedla powstały w latach 50. i 60. w Raju i Mizerowie. Jeszcze w 1950 ludność miasta wynosiła 38 456, do 1970 wzrosła do 78 546. W samym tylko Raju liczba ta w tym okresie wzrosła od 1685 do 19 717, zaś w dzielnicy Doły zmniejszyła się z 20 769 do 7176 W 2001 z 4009 budynków na terenie miasta 2812 (ponad 70%) stanowiły te wzniesione w latach 1946–1980.

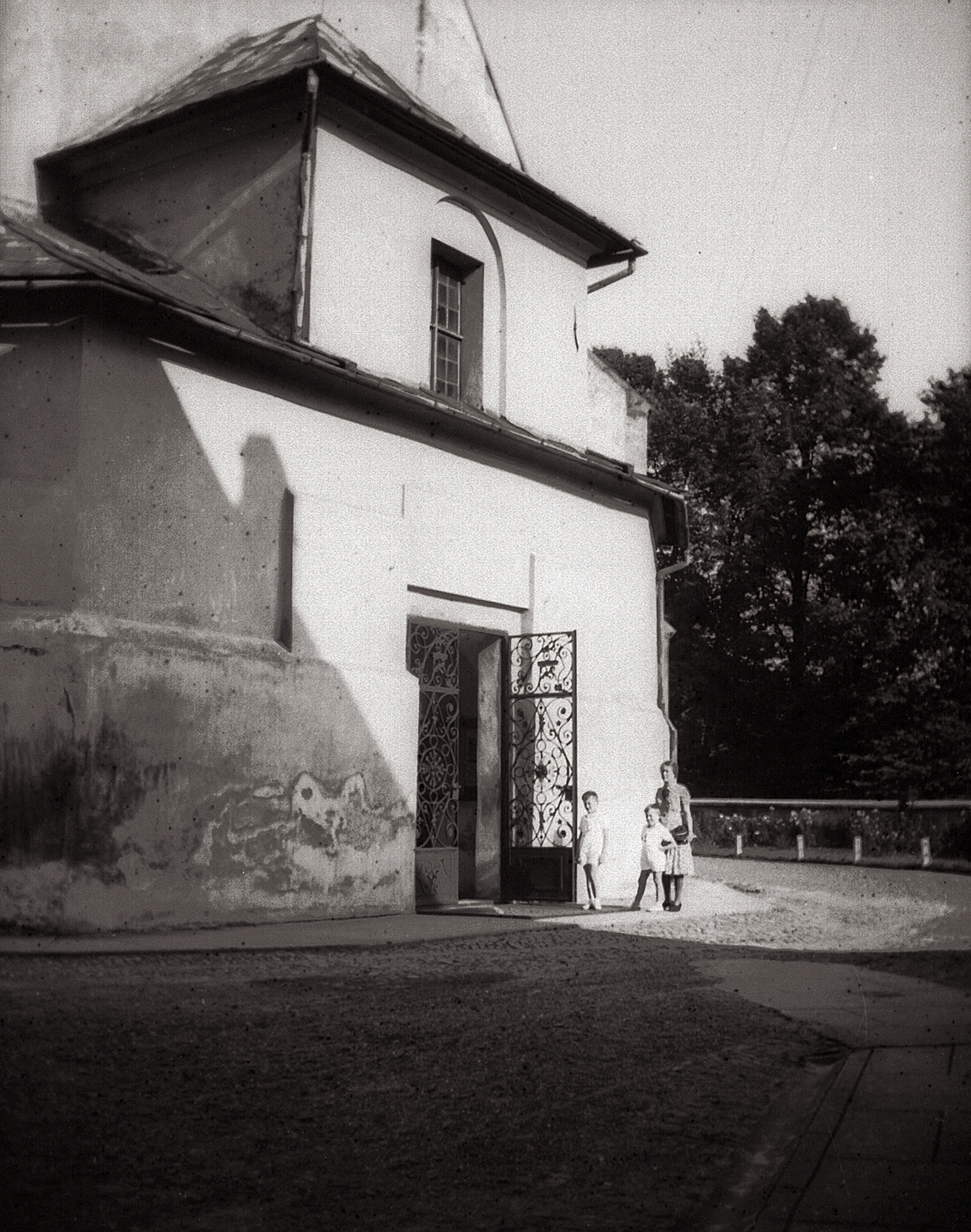
Karwina (Frysztat) – wejście do kościoła Podwyższenia Krzyża Świętego (lipiec 1939)

## Ludność
Duży odsetek mieszkańców miasta żyje w blokach mieszkalnych. W 2001 z 25 045 zajętych mieszkań 22 450 (89,6%) znajdowało się w budynkach wielorodzinnych, a jedynie 2548 (10,2%) w domkach jednorodzinnych.
W 2001 roku miasto zamieszkiwało 65 141 osób z czego 51 250 (78,7%) narodowości czeskiej, 5546 (8,5%) słowackiej, 5250 (8,1%) polskiej, 699 (1,1%) morawskiej, 454 (0,7%) śląskiej, resztę stanowili Romowie, Niemcy, Ukraińcy i Wietnamczycy. Pod względem religii jedynie 24 912 (38,2%) stanowiły osoby wierzące, w tym największą grupę wyznaniową stanowili katolicy – 20 594 (82,7% wierzących).
Karwina stanowi znaczący ośrodek kulturalno-oświatowy mniejszości polskiej w Czechach.
W Karwinie urodzili się i wychowali m.in.:
- Franciszek Bajorek (1908–1987) – prawnik i działacz społeczny, poseł na Sejm Śląski (1938–1939),
- Ludwik Brożek (1907–1976) – bibliotekarz, bibliograf, kustosz Muzeum w Cieszynie, publicysta, nauczyciel, folklorysta Śląska Cieszyńskiego,
- Antoni Bura (1898–1980) – inżynier mechanik, działacz niepodległościowy na Śląsku Cieszyńskim, olimpijczyk,
- Józef Chlebowczyk (1924–1985) – historyk, profesor,
- Emil Chodura (1884–1964) – pedagog, kostiumograf, działacz patriotyczny i oświatowy, twórca i kierownik kostiumerii przy Macierzy Szkolnej Ziemi Cieszyńskiej,
- Stanisław Gawlik (ur. 1941) – inżynier i działacz mniejszości polskiej na Zaolziu,
- Emanuel Grim (1883–1950) – ksiądz rzymskokatolicki, literat, działacz społeczny i polityczny, z zamiłowania folklorysta, śląskoznawca,
- Augustyn Łukosz (1884–1940) – działacz społeczny, poseł na Sejm Śląski (1938–1939),
- Gustaw Morcinek (1891–1964) – pisarz związany ze Śląskiem, nauczyciel,
- Feliks Olszak (1904–1965) – inżynier, wykładowca i rektor krakowskiej AGH,
- Wacław Olszak (1868–1939) – lekarz, działacz narodowy i społeczny na Śląsku Cieszyńskim, burmistrz Karwiny w latach 1928–1936,
- Wacław Olszak (1902–1980) – konstruktor budowlany, specjalista w zakresie teorii plastyczności i teorii konstrukcji inżynierskiej,
- Józef Ondrusz (1918–1996) – znawca literatury i kultury ludowej, etnograf, nauczyciel, redaktor, bibliofil,
- Ernest Sembol (1920–1973) – nauczyciel i działacz społeczny na Śląsku Cieszyńskim,
- Leon Wolf (1883–1968) – adwokat, senator V kadencji w II RP, działacz polski na Zaolziu w latach 1920–1938.
- Franciszek Świder (1911–1997) – artysta malarz i rzeźbiarz
- Rudolf Żebrok (1915–1984) – artysta malarz
- Wilhelm Przeczek (1936–2006) – poeta, pisarz
- Leon Derlich (1905–1965) – etnograf, językoznawca amator, dialektolog, publicysta, współpracownik  ruchu oporu, polski patriota.
- Petra Němcová (ur. 1979) – czeska modelka.
- Jan Monczka (ur. 1956) – czesko-polski aktor telewizyjny, filmowy i teatralny

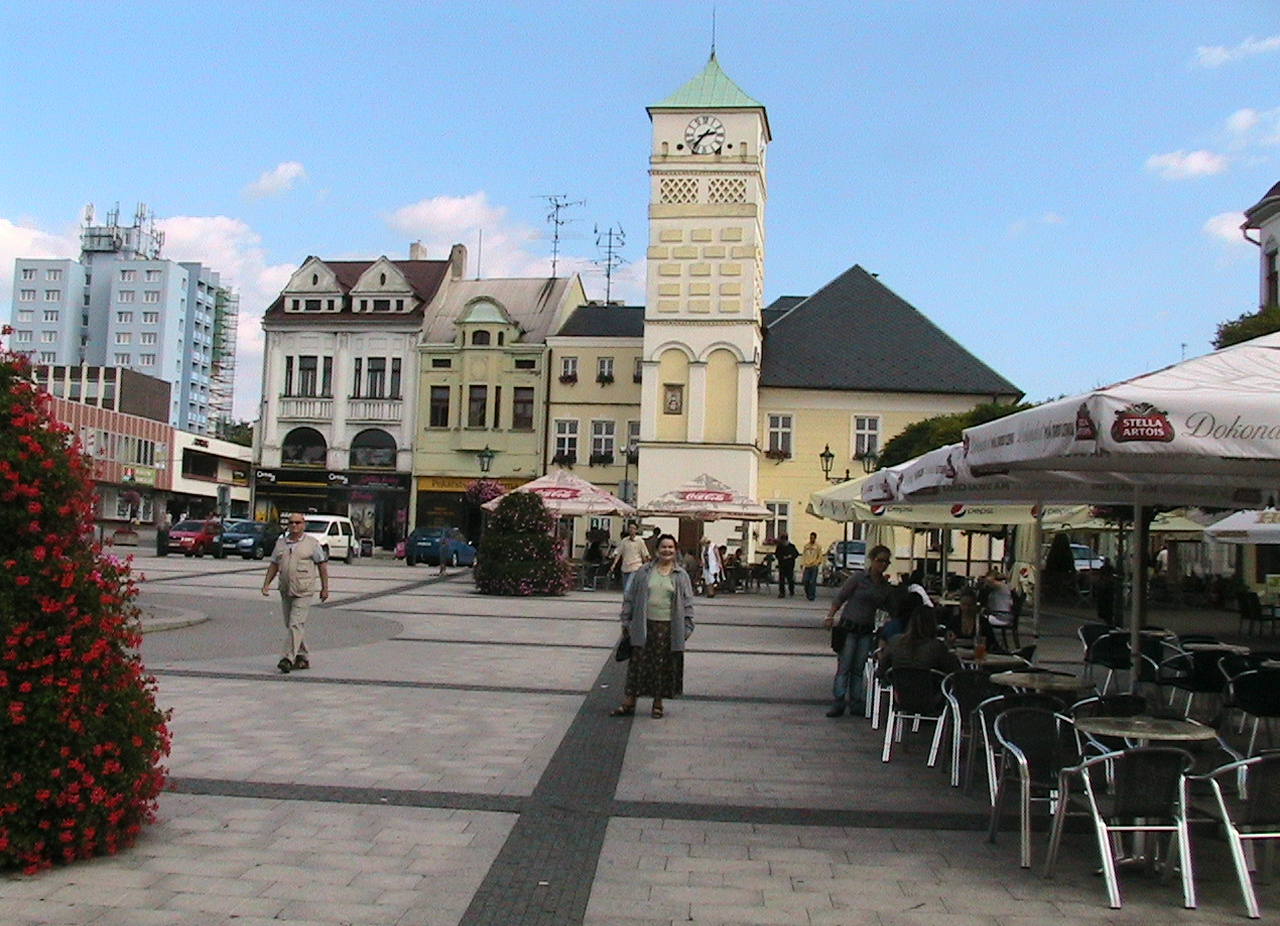
Karwina (Frysztat) – fragment placu Masaryka (dawniej Rynku), wrzesień 2011

## Przemysł
Jeden z głównych ośrodków górniczych Czech, wraz z okolicznymi miastami tworzy przemysłowe Zagłębie Ostrawsko-Karwińskie. Obecnie na jej terenie znajdują się cztery czynne kopalnie węgla kamiennego zrzeszone w OKD, a.s. Ponadto w mieście rozwinął się przemysł metalurgiczny, maszynowy oraz spożywczy.

## Sport
Przed II wojną światową na obszarze współczesnej Karwiny funkcjonowało wiele klubów piłkarskich o charakterze polskim, niemieckim, czeskim jak również żydowskim. Najsilniejszym polskim zespołem była założona w 1919 PKS Polonia Karwina. Po wojnie kluby niemieckie i żydowskie nie zostały wznowione, zaś w latach 50. XX wieku w wyniku komunistycznej reformy sportu powstał klub ZSJ OKD Mír Karviná, który wchłonął wszystkie pozostałe. Obecnie w Karwinie funkcjonuje tylko jeden klub piłkarski, pierwszoligowy MFK Karwina. Ponadto swoją siedzibę w Karwinie ma utytułowany klub piłki ręcznej HCB Karwina.

## Zabytki
- Kościół Podwyższenia Krzyża Świętego
- Pałac we Frysztacie
- Kościół św. Marka
- Park zamkowy[9]
- Park zdrojowy
- Kościół św. Piotra z Alkantary
- Kaplica św. Anny

## Miasta partnerskie
- Jaworzno
- Rybnik
- Jastrzębie-Zdrój
- Wodzisław Śląski
- Skoczów
- Martin